# Chthonopes
Genre
Chthonopes est un genre d'araignées aranéomorphes de la famille des Theridiosomatidae.

## Distribution
Les espèces de ce genre se rencontrent au Laos et en Chine.

## Liste des espèces
Selon World Spider Catalog (version 23.5, 29/10/2022) :
- Chthonopes bifidus Yu & Lin, 2022
- Chthonopes cavernicola Wunderlich, 2011
- Chthonopes jaegeri Wunderlich, 2011
- Chthonopes jimudeng Yu & Lin, 2022
- Chthonopes thakekensis Lin, Li & Jäger, 2014

## Systématique et taxinomie
Ce genre a été décrit par Wunderlich en 2011 dans les Theridiosomatidae.

## Publication originale
- Wunderlich, 2011 : « Extant and fossil spiders (Araneae). » Beiträge zur Araneologie, vol. 6, p. 1-640.